# Млинари (гміна)
Гміна Млинари (пол. Gmina Młynary) — місько-сільська гміна у північній Польщі. Належить до Ельблонзького повіту Вармінсько-Мазурського воєводства.
Станом на 31 грудня 2011 у гміні проживало 4612 осіб.

## Територія
Згідно з даними за 2007 рік площа гміни становила 157.09 км², у тому числі:
- орні землі: 54.00%
- ліси: 37.00%

Таким чином, площа гміни становить 10.98% площі повіту.

## Населення
Станом на 31 грудня 2011:
| Опис     | Загалом | Загалом | Чоловіки | Чоловіки | Жінки | Жінки |
| -------- | ------- | ------- | -------- | -------- | ----- | ----- |
| одиниця  | осіб    | %       | осіб     | %        | осіб  | %     |
| все      | 4612    | 100     | 2280     | 49.44    | 2332  | 50.56 |
| міське   | 1868    | 100     | 897      | 48.02    | 971   | 51.98 |
| сільське | 2744    | 100     | 1383     | 50.40    | 1361  | 49.60 |

## Сусідні гміни
Гміна Млинари межує з такими гмінами: Вільчента, Мілеєво, Пасленк, Плоскіня, Толькмицько, Фромборк.